# دوغستار
دوغستار (بالإنجليزية: Dogstar)‏ هو مسلسل رسوم متحركة أسترالي للأطفال تم عرضهُ من 4 سبتمبر 2006 إلى 16 يوليو 2007 على شبكة ناين وقناة ديزني الأسترالية وقد تم دبلجة المسلسل إلى العربية وعرض في عدة قنوات وهو من تأليف الكاتب دوغ مكليود، ويتحدث المسلسل عن سفينة فضائية تحمل الكلاب وتضيع في الفضاء ويحاول بعض الأطفال إيجادها.

## روابط خارجية
- دوغستار على موقع IMDb (الإنجليزية)
- دوغستار على موقع كينوبويسك (الروسية)
- دوغستار على موقع قاعدة بيانات الفيلم (الإنجليزية)